# Magnum Opus
《Magnum Opus》는 1995년 10월 17일에 발매된 스웨덴의 기타리스트 잉베이 말름스틴의 여덟 번째 스튜디오 음반이다. 이 음반은 핀란드와 스웨덴 음반 차트에서 각각 11위와 17위에 올랐다.

## 평가
| 전문가 평가 | 전문가 평가 |
| 평가 점수   | 평가 점수   |
| 출처        | 점수        |
| ----------- | ----------- |
| AllMusic    | [ 2 ]       |

올뮤직의 스티브 휴이는 《Magnum Opus》에게 "일반적인 하드 로커, 달콤한 발라드, 말름스틴의 트레이드마크인 네오클래시컬 기타 기악의 예측 가능한 조합"이라며 5개 중 3개의 별을 선사했다. 그는 이 음반은 새로운 것이 없다고 말했지만 그럼에도 불구하고 이 음반은 열성적인 말름스틴 팬들에게 추천했다.

## 곡 목록
모든 곡들은 특별한 언급이 없는 한 잉베이 말름스틴과 마이클 베세라에 의해 작사/작곡하였다.
| #   | 제목                     | 작사·작곡 | 재생 시간 |
| --- | ------------------------ | --------- | --------- |
| 1.  | 〈Vengeance〉            |           | 4:49      |
| 2.  | 〈No Love Lost〉         |           | 3:07      |
| 3.  | 〈Tomorrow's Gone〉      |           | 5:20      |
| 4.  | 〈The Only One〉         |           | 4:01      |
| 5.  | 〈I'd Die Without You〉  | 말름스틴  | 5:49      |
| 6.  | 〈Overture 1622〉 (기악) | 말름스틴  | 2:41      |
| 7.  | 〈Voodoo〉               | 말름스틴  | 6:19      |
| 8.  | 〈Cross the Line〉       |           | 3:32      |
| 9.  | 〈Time Will Tell〉       |           | 5:09      |
| 10. | 〈Fire in the Sky〉      | 말름스틴  | 4:57      |
| 11. | 〈Amberdawn〉 (기악)     | 말름스틴  | 4:25      |

## 인증
| 국가                       | 인증 | 판매량/출하량 |
| -------------------------- | ---- | ------------- |
| 일본 (RIAJ)                | 골드 | 100,000^      |
| ^출하량을 기반으로 한 인증 |      |               |